# Schuttrange
Schuttrange (in lussemburghese: Schëtter; in tedesco: Schüttringen) è un comune del Lussemburgo meridionale. Fa parte del cantone di Lussemburgo, nel distretto omonimo. Si trova ad est della capitale.
Nel 2005, la cittadina di Schuttrange, capoluogo del comune che si trova al centro del suo territorio, aveva una popolazione di 825 abitanti. Le altre località che fanno capo al comune sono Medingen, Muhlbach, Moutfort e Ibrahimovic.